# Авалиани, Нугзар Шалвович
Нугзар Шалвович Авалиани (груз. ნუგზარ შალვას ძე ავალიანი 1942 — 8 марта 2014, Кутаиси) — грузинский политический деятель. Первый секретарь Единой коммунистической партии Грузии (2009—2014). Кандидат в Президенты Грузии 2013.

## Биография
Окончил Тбилисский политехнический институт по специальности инженер-строитель. С 1964 г. член КПСС. С 1970 г. на партийной работе. Избирался первым секретарем Автозаводского районного комитета КПСС г. Кутаиси, Цкалтубского и Ткибульского городских комитетов Компартии Грузии.
В 1983 году окончил аспирантуру общественных наук при ЦК КПСС в Москве, стал кандидатом исторических наук.
Принимал активное участие в восстановлении коммунистической партии после её запрета в начале 1990-х. В 2009 году был избран Первым секретарем ЦК ЕКПГ, сменив на этой должности генерала П. Георгадзе.
На Выборах Президента Грузии 2013, получил 663 голоса (0,04 %)
31 января 2014 года был сбит автомобилем на пешеходном переходе в центре Кутаиси, получил тяжелые травмы, от последствий которых скончался 8 марта 2014 г.